# WTA Premier Series
WTA Premier Series – kategoria profesjonalnych turniejów tenisowych w rozgrywkach kobiecych; utworzona po rezygnacji w 2008 roku z pięciostopniowego systemu kategoryzacji turniejów (Tier).
Turnieje kategorii WTA Premier Series składały się z:
- czterech turniejów rangi WTA Premier Mandatory,
- pięciu turniejów rangi WTA Premier 5,
- dwunastu turniejów rangi WTA Premier,
- kończącego sezon WTA Finals.

Od sezonu 2021 zmieniono kategoryzacje turniejów. Utworzono turnieje rangi WTA 1000, w skład których weszły dawne turnieje z cyklu WTA Premier Mandatory i WTA Premier 5, oraz WTA 500, w skład których weszły dawne turnieje z cyklu WTA Premier.

## Ranking
Punkty wliczane do rankingu przyznawane były za zajęcie określonych miejsc w turniejach. Najwięcej punktów zyskać można było w turniejach Wielkiego Szlema, na następnym miejscu znajdowały się turnieje WTA Premier Mandatory, WTA Premier 5 i WTA Premier. Turnieje z mniejszą stawką zaliczane były do cyklu WTA International Series, WTA 125K series oraz ITF Women's Circuit.
Punkty zdobyte w danym sezonie sumowane były w rankingu Race to WTA Finals. Pod koniec sezonu zawodniczki zajmujące czołowe osiem miejsc uczestniczyły w Turnieju Mistrzyń.
Suma punktów tenisistki w rankingu ogólnym obliczana była cotygodniowo. Pod uwagę brane były turnieje rozegrane w ciągu ostatnich 52 tygodni, a zliczane były punkty z nie więcej niż 16 turniejów w grze pojedynczej i 11 w grze podwójnej. Pod uwagę brało się turnieje, w których zawodniczka uzyskała najwięcej punktów w ciągu ostatnich 52 tygodni, odrzucając słabsze wyniki. Zawsze wliczanymi wyjątkami były turnieje Wielkiego Szlema, turnieje WTA Premier Mandatory, WTA Finals i dwa najlepsze wyniki w turniejach WTA Premier 5 dla zawodniczek z pierwszej dziesiątki rankingu.

### Podział punktów
Poniższa tabela przedstawia rozdział punktów na poszczególne rundy turniejów poszczególnych rang.
| Turniej                     | W    | F    | SF                                                             | QF                                                             | R16                                                            | R32                                                            | R64                                                            | R128                                                           | QLFR                                                           | Q3                                                             | Q2                                                             | Q1                                                             |
| --------------------------- | ---- | ---- | -------------------------------------------------------------- | -------------------------------------------------------------- | -------------------------------------------------------------- | -------------------------------------------------------------- | -------------------------------------------------------------- | -------------------------------------------------------------- | -------------------------------------------------------------- | -------------------------------------------------------------- | -------------------------------------------------------------- | -------------------------------------------------------------- |
| WTA Premier Mandatory (96S) | 1000 | 650  | 390                                                            | 215                                                            | 120                                                            | 65                                                             | 35                                                             | 10                                                             | 30                                                             | –                                                              | 20                                                             | 2                                                              |
| WTA Premier Mandatory (64S) | 1000 | 650  | 390                                                            | 215                                                            | 120                                                            | 65                                                             | 10                                                             | –                                                              | 30                                                             | –                                                              | 20                                                             | 2                                                              |
| WTA Premier Mandatory (32D) | 1000 | 650  | 390                                                            | 215                                                            | 120                                                            | 10                                                             | –                                                              | –                                                              | –                                                              | –                                                              | –                                                              | –                                                              |
| WTA Premier 5 (56S, 64Q)    | 900  | 585  | 350                                                            | 190                                                            | 105                                                            | 60                                                             | 1                                                              | –                                                              | 30                                                             | 22                                                             | 15                                                             | 1                                                              |
| WTA Premier 5 (56S, 48/32Q) | 900  | 585  | 350                                                            | 190                                                            | 105                                                            | 60                                                             | 1                                                              | –                                                              | 30                                                             | –                                                              | 20                                                             | 1                                                              |
| WTA Premier 5 (28D)         | 900  | 585  | 350                                                            | 190                                                            | 105                                                            | 1                                                              | –                                                              | –                                                              | –                                                              | –                                                              | –                                                              | –                                                              |
| WTA Premier 5 (16D)         | 900  | 585  | 350                                                            | 190                                                            | 1                                                              | –                                                              | –                                                              | –                                                              | –                                                              | –                                                              | –                                                              | –                                                              |
| WTA Premier (56S)           | 470  | 305  | 185                                                            | 100                                                            | 55                                                             | 30                                                             | 1                                                              | –                                                              | 25                                                             | –                                                              | 13                                                             | 1                                                              |
| WTA Premier (32S)           | 470  | 305  | 185                                                            | 100                                                            | 55                                                             | 1                                                              | –                                                              | –                                                              | 25                                                             | 18                                                             | 13                                                             | 1                                                              |
| WTA Premier (16D)           | 470  | 305  | 185                                                            | 100                                                            | 1                                                              | –                                                              | –                                                              | –                                                              | –                                                              | –                                                              | –                                                              | –                                                              |
| WTA Finals (8S/8D)          | +810 | +360 | 230 za każdy wygrany mecz (RR) 70 za każdy przegrany mecz (RR) | 230 za każdy wygrany mecz (RR) 70 za każdy przegrany mecz (RR) | 230 za każdy wygrany mecz (RR) 70 za każdy przegrany mecz (RR) | 230 za każdy wygrany mecz (RR) 70 za każdy przegrany mecz (RR) | 230 za każdy wygrany mecz (RR) 70 za każdy przegrany mecz (RR) | 230 za każdy wygrany mecz (RR) 70 za każdy przegrany mecz (RR) | 230 za każdy wygrany mecz (RR) 70 za każdy przegrany mecz (RR) | 230 za każdy wygrany mecz (RR) 70 za każdy przegrany mecz (RR) | 230 za każdy wygrany mecz (RR) 70 za każdy przegrany mecz (RR) | 230 za każdy wygrany mecz (RR) 70 za każdy przegrany mecz (RR) |

## Gra pojedyncza

### Wyniki

#### 2020
| Turniej               | Zwyciężczyni                                           | Finalistka                                             | Wynik                                                  |
| --------------------- | ------------------------------------------------------ | ------------------------------------------------------ | ------------------------------------------------------ |
| Turniej Mistrzyń      |                                                        |                                                        |                                                        |
| WTA Finals            | Turniej nie był rozgrywany z powodu pandemii COVID-19. | Turniej nie był rozgrywany z powodu pandemii COVID-19. | Turniej nie był rozgrywany z powodu pandemii COVID-19. |
| WTA Premier Mandatory |                                                        |                                                        |                                                        |
| Indian Wells          | Turniej nie był rozgrywany z powodu pandemii COVID-19. | Turniej nie był rozgrywany z powodu pandemii COVID-19. | Turniej nie był rozgrywany z powodu pandemii COVID-19. |
| Miami                 | Turniej nie był rozgrywany z powodu pandemii COVID-19. | Turniej nie był rozgrywany z powodu pandemii COVID-19. | Turniej nie był rozgrywany z powodu pandemii COVID-19. |
| Madryt                | Turniej nie był rozgrywany z powodu pandemii COVID-19. | Turniej nie był rozgrywany z powodu pandemii COVID-19. | Turniej nie był rozgrywany z powodu pandemii COVID-19. |
| Pekin                 | Turniej nie był rozgrywany z powodu pandemii COVID-19. | Turniej nie był rozgrywany z powodu pandemii COVID-19. | Turniej nie był rozgrywany z powodu pandemii COVID-19. |
| WTA Premier 5         |                                                        |                                                        |                                                        |
| Doha                  | Aryna Sabalenka                                        | Petra Kvitová                                          | 6:3, 6:3                                               |
| Montreal              | Turniej nie był rozgrywany z powodu pandemii COVID-19. | Turniej nie był rozgrywany z powodu pandemii COVID-19. | Turniej nie był rozgrywany z powodu pandemii COVID-19. |
| Cincinnati            | Wiktoryja Azaranka                                     | Naomi Ōsaka                                            | walkower                                               |
| Rzym                  | Simona Halep                                           | Karolína Plíšková                                      | 6:0, 2:1 krecz                                         |
| Wuhan                 | Turniej nie był rozgrywany z powodu pandemii COVID-19. | Turniej nie był rozgrywany z powodu pandemii COVID-19. | Turniej nie był rozgrywany z powodu pandemii COVID-19. |
| WTA Premier           |                                                        |                                                        |                                                        |
| Brisbane              | Karolína Plíšková                                      | Madison Keys                                           | 6:4, 4:6, 7:5                                          |
| Adelaide              | Ashleigh Barty                                         | Dajana Jastremśka                                      | 6:2, 7:5                                               |
| Petersburg            | Kiki Bertens                                           | Jelena Rybakina                                        | 6:1, 6:3                                               |
| Dubaj                 | Simona Halep                                           | Jelena Rybakina                                        | 3:6, 6:3, 7:6(5)                                       |
| Charleston            | Turniej nie był rozgrywany z powodu pandemii COVID-19. | Turniej nie był rozgrywany z powodu pandemii COVID-19. | Turniej nie był rozgrywany z powodu pandemii COVID-19. |
| Stuttgart             | Turniej nie był rozgrywany z powodu pandemii COVID-19. | Turniej nie był rozgrywany z powodu pandemii COVID-19. | Turniej nie był rozgrywany z powodu pandemii COVID-19. |
| Berlin                | Turniej nie był rozgrywany z powodu pandemii COVID-19. | Turniej nie był rozgrywany z powodu pandemii COVID-19. | Turniej nie był rozgrywany z powodu pandemii COVID-19. |
| Eastbourne            | Turniej nie był rozgrywany z powodu pandemii COVID-19. | Turniej nie był rozgrywany z powodu pandemii COVID-19. | Turniej nie był rozgrywany z powodu pandemii COVID-19. |
| San Jose              | Turniej nie był rozgrywany z powodu pandemii COVID-19. | Turniej nie był rozgrywany z powodu pandemii COVID-19. | Turniej nie był rozgrywany z powodu pandemii COVID-19. |
| Ostrawa               | Aryna Sabalenka                                        | Wiktoryja Azaranka                                     | 6:2, 6:2                                               |
| Zhengzhou             | Turniej nie był rozgrywany z powodu pandemii COVID-19. | Turniej nie był rozgrywany z powodu pandemii COVID-19. | Turniej nie był rozgrywany z powodu pandemii COVID-19. |
| Moskwa                | Turniej nie był rozgrywany z powodu pandemii COVID-19. | Turniej nie był rozgrywany z powodu pandemii COVID-19. | Turniej nie był rozgrywany z powodu pandemii COVID-19. |
| Tokio                 | Turniej nie był rozgrywany z powodu pandemii COVID-19. | Turniej nie był rozgrywany z powodu pandemii COVID-19. | Turniej nie był rozgrywany z powodu pandemii COVID-19. |

#### 2019
| Turniej               | Zwyciężczyni      | Finalistka               | Wynik            |
| --------------------- | ----------------- | ------------------------ | ---------------- |
| Turniej Mistrzyń      |                   |                          |                  |
| WTA Finals            | Ashleigh Barty    | Elina Switolina          | 6:4, 6:3         |
| WTA Premier Mandatory |                   |                          |                  |
| Indian Wells          | Bianca Andreescu  | Angelique Kerber         | 6:4, 3:6, 6:4    |
| Miami                 | Ashleigh Barty    | Karolína Plíšková        | 7:6(1), 6:3      |
| Madryt                | Kiki Bertens      | Simona Halep             | 6:4, 6:4         |
| Pekin                 | Naomi Ōsaka       | Ashleigh Barty           | 3:6, 6:3, 6:2    |
| WTA Premier 5         |                   |                          |                  |
| Dubaj                 | Belinda Bencic    | Petra Kvitová            | 6:3, 1:6, 6:2    |
| Rzym                  | Karolína Plíšková | Johanna Konta            | 6:3, 6:4         |
| Toronto               | Bianca Andreescu  | Serena Williams          | 3:1 krecz        |
| Cincinnati            | Madison Keys      | Swietłana Kuzniecowa     | 7:5, 7:6(5)      |
| Wuhan                 | Aryna Sabalenka   | Alison Riske             | 6:3, 3:6, 6:1    |
| WTA Premier           |                   |                          |                  |
| Brisbane              | Karolína Plíšková | Łesia Curenko            | 4:6, 7:5, 6:2    |
| Sydney                | Petra Kvitová     | Ashleigh Barty           | 1:6, 7:5, 7:6(3) |
| Petersburg            | Kiki Bertens      | Donna Vekić              | 7:6(2), 6:4      |
| Doha                  | Elise Mertens     | Simona Halep             | 3:6, 6:4, 6:3    |
| Charleston            | Madison Keys      | Caroline Wozniacki       | 7:6(5), 6:3      |
| Stuttgart             | Petra Kvitová     | Anett Kontaveit          | 6:3, 7:6(2)      |
| Birmingham            | Ashleigh Barty    | Julia Görges             | 6:3, 7:5         |
| Eastbourne            | Karolína Plíšková | Angelique Kerber         | 6:1, 6:4         |
| San Jose              | Zheng Saisai      | Aryna Sabalenka          | 6:3, 7:6(3)      |
| Zhengzhou             | Karolína Plíšková | Petra Martić             | 6:3, 6:2         |
| Tokio                 | Naomi Ōsaka       | Anastasija Pawluczenkowa | 6:2, 6:3         |
| Moskwa                | Belinda Bencic    | Anastasija Pawluczenkowa | 3:6, 6:1, 6:1    |

#### 2018
| Turniej               | Zwyciężczyni       | Finalistka           | Wynik            |
| --------------------- | ------------------ | -------------------- | ---------------- |
| Turniej Mistrzyń      |                    |                      |                  |
| WTA Finals            | Elina Switolina    | Sloane Stephens      | 3:6, 6:2, 6:2    |
| WTA Premier Mandatory |                    |                      |                  |
| Indian Wells          | Naomi Ōsaka        | Darja Kasatkina      | 6:3, 6:2         |
| Miami                 | Sloane Stephens    | Jeļena Ostapenko     | 7:6(5), 6:1      |
| Madryt                | Petra Kvitová      | Kiki Bertens         | 7:6(6), 4:6, 6:3 |
| Pekin                 | Caroline Wozniacki | Anastasija Sevastova | 6:3, 6:3         |
| WTA Premier 5         |                    |                      |                  |
| Doha                  | Petra Kvitová      | Garbiñe Muguruza     | 3:6, 6:3, 6:4    |
| Rzym                  | Elina Switolina    | Simona Halep         | 6:0, 6:4         |
| Montreal              | Simona Halep       | Sloane Stephens      | 7:6(6), 3:6, 6:4 |
| Cincinnati            | Kiki Bertens       | Simona Halep         | 2:6, 7:6(4), 6:2 |
| Wuhan                 | Aryna Sabalenka    | Anett Kontaveit      | 6:3, 6:3         |
| WTA Premier           |                    |                      |                  |
| Brisbane              | Elina Switolina    | Alaksandra Sasnowicz | 6:2, 6:1         |
| Sydney                | Angelique Kerber   | Ashleigh Barty       | 6:4, 6:4         |
| Petersburg            | Petra Kvitová      | Kristina Mladenovic  | 6:1, 6:2         |
| Dubaj                 | Elina Switolina    | Darja Kasatkina      | 6:4, 6:0         |
| Charleston            | Kiki Bertens       | Julia Görges         | 6:2, 6:1         |
| Stuttgart             | Karolína Plíšková  | Coco Vandeweghe      | 7:6(2), 6:4      |
| Birmingham            | Petra Kvitová      | Magdaléna Rybáriková | 4:6, 6:1, 6:2    |
| Eastbourne            | Caroline Wozniacki | Aryna Sabalenka      | 7:5, 7:6(5)      |
| San Jose              | Mihaela Buzărnescu | Maria Sakari         | 6:1, 6:0         |
| New Haven             | Aryna Sabalenka    | Carla Suárez Navarro | 6:1, 6:4         |
| Tokio                 | Karolína Plíšková  | Naomi Ōsaka          | 6:4, 6:4         |
| Moskwa                | Darja Kasatkina    | Uns Dżabir           | 2:6, 7:6(3), 6:4 |

#### 2017
| Turniej               | Zwyciężczyni        | Finalistka               | Wynik               |
| --------------------- | ------------------- | ------------------------ | ------------------- |
| Turniej Mistrzyń      |                     |                          |                     |
| WTA Finals            | Caroline Wozniacki  | Venus Williams           | 6:4, 6:4            |
| WTA Premier Mandatory |                     |                          |                     |
| Indian Wells          | Jelena Wiesnina     | Swietłana Kuzniecowa     | 6:7(6), 7:5, 6:4    |
| Miami                 | Johanna Konta       | Caroline Wozniacki       | 6:4, 6:3            |
| Madryt                | Simona Halep        | Kristina Mladenovic      | 7:5, 6:7(5), 6:2    |
| Pekin                 | Caroline Garcia     | Simona Halep             | 6:4, 7:6(3)         |
| WTA Premier 5         |                     |                          |                     |
| Dubaj                 | Elina Switolina     | Caroline Wozniacki       | 6:4, 6:2            |
| Rzym                  | Elina Switolina     | Simona Halep             | 4:6, 7:5, 6:1       |
| Toronto               | Elina Switolina     | Caroline Wozniacki       | 6:4, 6:0            |
| Cincinnati            | Garbiñe Muguruza    | Simona Halep             | 6:1, 6:0            |
| Wuhan                 | Caroline Garcia     | Ashleigh Barty           | 7:6(3), 6:7(4), 6:2 |
| WTA Premier           |                     |                          |                     |
| Brisbane              | Karolína Plíšková   | Alizé Cornet             | 6:0, 6:3            |
| Sydney                | Johanna Konta       | Agnieszka Radwańska      | 6:4, 6:2            |
| Petersburg            | Kristina Mladenovic | Julija Putincewa         | 6:2, 6:7(3), 6:4    |
| Doha                  | Karolína Plíšková   | Caroline Wozniacki       | 6:3, 6:4            |
| Charleston            | Darja Kasatkina     | Jeļena Ostapenko         | 6:3, 6:1            |
| Stuttgart             | Laura Siegemund     | Kristina Mladenovic      | 6:1, 2:6, 7:6(5)    |
| Birmingham            | Petra Kvitová       | Ashleigh Barty           | 4:6, 6:3, 6:2       |
| Eastbourne            | Karolína Plíšková   | Caroline Wozniacki       | 6:4, 6:4            |
| Stanford              | Madison Keys        | Coco Vandeweghe          | 7:6(4), 6:4         |
| New Haven             | Darja Gawriłowa     | Dominika Cibulková       | 4:6, 6:3, 6:4       |
| Tokio                 | Caroline Wozniacki  | Anastasija Pawluczenkowa | 6:0, 7:5            |
| Moskwa                | Julia Görges        | Darja Kasatkina          | 6:1, 6:2            |

#### 2016
| Turniej               | Zwyciężczyni         | Finalistka           | Wynik         |
| --------------------- | -------------------- | -------------------- | ------------- |
| Turniej Mistrzyń      |                      |                      |               |
| WTA Finals            | Dominika Cibulková   | Angelique Kerber     | 6:3, 6:4      |
| WTA Premier Mandatory |                      |                      |               |
| Indian Wells          | Wiktoryja Azaranka   | Serena Williams      | 6:4, 6:4      |
| Miami                 | Wiktoryja Azaranka   | Swietłana Kuzniecowa | 6:3, 6:2      |
| Madryt                | Simona Halep         | Dominika Cibulková   | 6:2, 6:4      |
| Pekin                 | Agnieszka Radwańska  | Johanna Konta        | 6:4, 6:2      |
| WTA Premier 5         |                      |                      |               |
| Doha                  | Carla Suárez Navarro | Jeļena Ostapenko     | 1:6, 6:4, 6:4 |
| Rzym                  | Serena Williams      | Madison Keys         | 7:6(5), 6:3   |
| Montreal              | Simona Halep         | Madison Keys         | 7:6(2), 6:3   |
| Cincinnati            | Karolína Plíšková    | Angelique Kerber     | 6:3, 6:1      |
| Wuhan                 | Petra Kvitová        | Dominika Cibulková   | 6:1, 6:1      |
| WTA Premier           |                      |                      |               |
| Brisbane              | Wiktoryja Azaranka   | Angelique Kerber     | 6:3, 6:1      |
| Sydney                | Swietłana Kuzniecowa | Mónica Puig          | 6:0, 6:2      |
| Petersburg            | Roberta Vinci        | Belinda Bencic       | 6:4, 6:3      |
| Dubaj                 | Sara Errani          | Barbora Strýcová     | 6:0, 6:2      |
| Charleston            | Sloane Stephens      | Jelena Wiesnina      | 7:6(4), 6:2   |
| Stuttgart             | Angelique Kerber     | Laura Siegemund      | 6:4, 6:0      |
| Birmingham            | Madison Keys         | Barbora Strýcová     | 6:3, 6:4      |
| Eastbourne            | Dominika Cibulková   | Karolína Plíšková    | 7:5, 6:3      |
| Stanford              | Johanna Konta        | Venus Williams       | 7:5, 5:7, 6:2 |
| New Haven             | Agnieszka Radwańska  | Elina Switolina      | 6:1, 7:6(3)   |
| Tokio                 | Caroline Wozniacki   | Naomi Ōsaka          | 7:5, 6:3      |
| Moskwa                | Swietłana Kuzniecowa | Darja Gawriłowa      | 6:2, 6:1      |

#### 2015
| Turniej               | Zwyciężczyni         | Finalistka               | Wynik                     |
| --------------------- | -------------------- | ------------------------ | ------------------------- |
| Turniej Mistrzyń      |                      |                          |                           |
| WTA Finals            | Agnieszka Radwańska  | Petra Kvitová            | 6:2, 4:6, 6:3             |
| WTA Premier Mandatory |                      |                          |                           |
| Indian Wells          | Simona Halep         | Jelena Janković          | 2:6, 7:5, 6:4             |
| Miami                 | Serena Williams      | Carla Suárez Navarro     | 6:2, 6:0                  |
| Madryt                | Petra Kvitová        | Swietłana Kuzniecowa     | 6:1, 6:2                  |
| Pekin                 | Garbiñe Muguruza     | Timea Bacsinszky         | 7:5, 6:4                  |
| WTA Premier 5         |                      |                          |                           |
| Dubaj                 | Simona Halep         | Karolína Plíšková        | 6:4, 7:6(4)               |
| Rzym                  | Marija Szarapowa     | Carla Suárez Navarro     | 4:6, 7:5, 6:1             |
| Montreal              | Belinda Bencic       | Simona Halep             | 7:6(5), 6:7(4), 3:0 krecz |
| Cincinnati            | Serena Williams      | Simona Halep             | 6:3, 7:6(5)               |
| Wuhan                 | Venus Williams       | Garbiñe Muguruza         | 6:3, 3:0 krecz            |
| WTA Premier           |                      |                          |                           |
| Brisbane              | Marija Szarapowa     | Ana Ivanović             | 6:7(4), 6:3, 6:3          |
| Sydney                | Petra Kvitová        | Karolína Plíšková        | 7:6(5), 7:6(6)            |
| Antwerpia             | Andrea Petković      | Carla Suárez Navarro     | walkower                  |
| Doha                  | Lucie Šafářová       | Wiktoryja Azaranka       | 6:4, 6:3                  |
| Charleston            | Angelique Kerber     | Madison Keys             | 6:2, 4:6, 7:5             |
| Stuttgart             | Angelique Kerber     | Caroline Wozniacki       | 3:6, 6:1, 7:5             |
| Birmingham            | Angelique Kerber     | Karolína Plíšková        | 6:7(5), 6:3, 7:6(4)       |
| Eastbourne            | Belinda Bencic       | Agnieszka Radwańska      | 6:4, 4:6, 6:0             |
| Stanford              | Angelique Kerber     | Karolína Plíšková        | 6:3, 5:7, 6:4             |
| New Haven             | Petra Kvitová        | Lucie Šafářová           | 6:7(6), 6:2, 6:2          |
| Tokio                 | Agnieszka Radwańska  | Belinda Bencic           | 6:2, 6:2                  |
| Moskwa                | Swietłana Kuzniecowa | Anastasija Pawluczenkowa | 6:2, 6:1                  |

#### 2014
| Turniej               | Zwyciężczyni             | Finalistka                 | Wynik         |
| --------------------- | ------------------------ | -------------------------- | ------------- |
| Turniej Mistrzyń      |                          |                            |               |
| WTA Finals            | Serena Williams          | Simona Halep               | 6:3, 6:0      |
| WTA Premier Mandatory |                          |                            |               |
| Indian Wells          | Flavia Pennetta          | Agnieszka Radwańska        | 6:2, 6:1      |
| Miami                 | Serena Williams          | Li Na                      | 7:5, 6:1      |
| Madryt                | Marija Szarapowa         | Simona Halep               | 1:6, 6:2, 6:3 |
| Pekin                 | Marija Szarapowa         | Petra Kvitová              | 6:4, 2:6, 6:3 |
| WTA Premier 5         |                          |                            |               |
| Doha                  | Simona Halep             | Angelique Kerber           | 6:2, 6:3      |
| Rzym                  | Serena Williams          | Sara Errani                | 6:3, 6:0      |
| Montreal              | Agnieszka Radwańska      | Venus Williams             | 6:4, 6:2      |
| Cincinnati            | Serena Williams          | Ana Ivanović               | 6:4, 6:1      |
| Wuhan                 | Petra Kvitová            | Eugenie Bouchard           | 6:3, 6:4      |
| WTA Premier           |                          |                            |               |
| Brisbane              | Serena Williams          | Wiktoryja Azaranka         | 6:4, 7:5      |
| Sydney                | Cwetana Pironkowa        | Angelique Kerber           | 6:4, 6:4      |
| Paryż                 | Anastasija Pawluczenkowa | Sara Errani                | 3:6, 6:2, 6:3 |
| Dubaj                 | Venus Williams           | Alizé Cornet               | 6:3, 6:0      |
| Charleston            | Andrea Petković          | Jana Čepelová              | 7:5, 6:2      |
| Stuttgart             | Marija Szarapowa         | Ana Ivanović               | 3:6, 6:4, 6:1 |
| Birmingham            | Ana Ivanović             | Barbora Záhlavová-Strýcová | 6:3, 6:2      |
| Eastbourne            | Madison Keys             | Angelique Kerber           | 6:3, 3:6, 7:5 |
| Stanford              | Serena Williams          | Angelique Kerber           | 7:6(1), 6:3   |
| New Haven             | Petra Kvitová            | Magdaléna Rybáriková       | 6:4, 6:2      |
| Tokio                 | Ana Ivanović             | Caroline Wozniacki         | 6:2, 7:6(2)   |
| Moskwa                | Anastasija Pawluczenkowa | Irina-Camelia Begu         | 6:4, 5:7, 6:1 |

#### 2013
| Turniej               | Zwyciężczyni        | Finalistka               | Wynik            |
| --------------------- | ------------------- | ------------------------ | ---------------- |
| Turniej Mistrzyń      |                     |                          |                  |
| Championships         | Serena Williams     | Li Na                    | 2:6, 6:3, 6:0    |
| WTA Premier Mandatory |                     |                          |                  |
| Indian Wells          | Marija Szarapowa    | Caroline Wozniacki       | 6:2, 6:2         |
| Miami                 | Serena Williams     | Marija Szarapowa         | 4:6, 6:3, 6:0    |
| Madryt                | Serena Williams     | Marija Szarapowa         | 6:1, 6:4         |
| Pekin                 | Serena Williams     | Jelena Janković          | 6:2, 6:2         |
| WTA Premier 5         |                     |                          |                  |
| Doha                  | Wiktoryja Azaranka  | Serena Williams          | 7:6(6), 2:6, 6:3 |
| Rzym                  | Serena Williams     | Wiktoryja Azaranka       | 6:1, 6:3         |
| Toronto               | Serena Williams     | Sorana Cîrstea           | 6:2, 6:0         |
| Cincinnati            | Wiktoryja Azaranka  | Serena Williams          | 2:6, 6:2, 7:6(6) |
| Tokio                 | Petra Kvitová       | Angelique Kerber         | 6:2, 0:6, 6:3    |
| WTA Premier           |                     |                          |                  |
| Brisbane              | Serena Williams     | Anastasija Pawluczenkowa | 6:2, 6:1         |
| Sydney                | Agnieszka Radwańska | Dominika Cibulková       | 6:0, 6:0         |
| Paryż                 | Mona Barthel        | Sara Errani              | 7:5, 7:6(4)      |
| Dubaj                 | Petra Kvitová       | Sara Errani              | 6:2, 1:6, 6:1    |
| Charleston            | Serena Williams     | Jelena Janković          | 3:6, 6:0, 6:2    |
| Stuttgart             | Marija Szarapowa    | Li Na                    | 6:4, 6:3         |
| Bruksela              | Kaia Kanepi         | Peng Shuai               | 6:2, 7:5         |
| Eastbourne            | Jelena Wiesnina     | Jamie Hampton            | 6:2, 6:1         |
| Stanford              | Dominika Cibulková  | Agnieszka Radwańska      | 3:6, 6:4, 6:4    |
| San Diego             | Samantha Stosur     | Wiktoryja Azaranka       | 6:2, 6:3         |
| New Haven             | Simona Halep        | Petra Kvitová            | 6:2, 6:2         |
| Moskwa                | Simona Halep        | Samantha Stosur          | 7:6(1), 6:2      |

#### 2012
| Turniej               | Zwyciężczyni        | Finalistka          | Wynik            |
| --------------------- | ------------------- | ------------------- | ---------------- |
| Turniej Mistrzyń      |                     |                     |                  |
| Championships         | Serena Williams     | Marija Szarapowa    | 6:4, 6:3         |
| WTA Premier Mandatory |                     |                     |                  |
| Indian Wells          | Wiktoryja Azaranka  | Marija Szarapowa    | 6:2, 6:3         |
| Miami                 | Agnieszka Radwańska | Marija Szarapowa    | 7:5, 6:4         |
| Madryt                | Serena Williams     | Wiktoryja Azaranka  | 6:1, 6:3         |
| Pekin                 | Wiktoryja Azaranka  | Marija Szarapowa    | 6:3, 6:1         |
| WTA Premier 5         |                     |                     |                  |
| Doha                  | Wiktoryja Azaranka  | Samantha Stosur     | 6:1, 6:2         |
| Rzym                  | Marija Szarapowa    | Li Na               | 4:6, 6:4, 7:6(5) |
| Montreal              | Petra Kvitová       | Li Na               | 7:5, 2:6, 6:3    |
| Cincinnati            | Li Na               | Angelique Kerber    | 1:6, 6:3, 6:1    |
| Tokio                 | Nadieżda Pietrowa   | Agnieszka Radwańska | 6:0, 1:6, 6:3    |
| WTA Premier           |                     |                     |                  |
| Brisbane              | Kaia Kanepi         | Daniela Hantuchová  | 6:2, 6:1         |
| Sydney                | Wiktoryja Azaranka  | Li Na               | 6:2, 1:6, 6:3    |
| Paryż                 | Angelique Kerber    | Marion Bartoli      | 7:6(3), 5:7, 6:3 |
| Dubaj                 | Agnieszka Radwańska | Julia Görges        | 7:5, 6:4         |
| Charleston            | Serena Williams     | Lucie Šafářová      | 6:0, 6:1         |
| Stuttgart             | Marija Szarapowa    | Wiktoryja Azaranka  | 6:1, 6:4         |
| Bruksela              | Agnieszka Radwańska | Simona Halep        | 7:5, 6:0         |
| Eastbourne            | Tamira Paszek       | Angelique Kerber    | 5:7, 6:3, 7:5    |
| Stanford              | Serena Williams     | Coco Vandeweghe     | 7:5, 6:3         |
| San Diego             | Dominika Cibulková  | Marion Bartoli      | 6:1, 7:5         |
| New Haven             | Petra Kvitová       | Marija Kirilenko    | 7:6(9), 7:5      |
| Moskwa                | Caroline Wozniacki  | Samantha Stosur     | 6:2, 4:6, 7:5    |

#### 2011
| Turniej               | Zwyciężczyni        | Finalistka           | Wynik            |
| --------------------- | ------------------- | -------------------- | ---------------- |
| Turniej Mistrzyń      |                     |                      |                  |
| Championships         | Petra Kvitová       | Wiktoryja Azaranka   | 7:5, 4:6, 6:3    |
| WTA Premier Mandatory |                     |                      |                  |
| Indian Wells          | Caroline Wozniacki  | Marion Bartoli       | 6:1, 2:6, 6:3    |
| Miami                 | Wiktoryja Azaranka  | Marija Szarapowa     | 6:1, 6:4         |
| Madryt                | Petra Kvitová       | Wiktoryja Azaranka   | 7:6(3), 6:4      |
| Pekin                 | Agnieszka Radwańska | Andrea Petković      | 7:5, 0:6, 6:4    |
| WTA Premier 5         |                     |                      |                  |
| Dubaj                 | Caroline Wozniacki  | Swietłana Kuzniecowa | 6:1, 6:3         |
| Rzym                  | Marija Szarapowa    | Samantha Stosur      | 6:2, 6:4         |
| Toronto               | Serena Williams     | Samantha Stosur      | 6:4, 6:2         |
| Cincinnati            | Marija Szarapowa    | Jelena Janković      | 4:6, 7:6(3), 6:3 |
| Tokio                 | Agnieszka Radwańska | Wiera Zwonariowa     | 6:3, 6:2         |
| WTA Premier           |                     |                      |                  |
| Sydney                | Li Na               | Kim Clijsters        | 7:6(3), 6:3      |
| Paryż                 | Petra Kvitová       | Kim Clijsters        | 6:4, 6:3         |
| Doha                  | Wiera Zwonariowa    | Caroline Wozniacki   | 6:4, 6:4         |
| Charleston            | Caroline Wozniacki  | Jelena Wiesnina      | 6:2, 6:3         |
| Stuttgart             | Julia Görges        | Caroline Wozniacki   | 7:6(3), 6:3      |
| Bruksela              | Caroline Wozniacki  | Peng Shuai           | 2:6, 6:3, 6:3    |
| Eastbourne            | Marion Bartoli      | Petra Kvitová        | 6:1, 4:6, 7:5    |
| Stanford              | Serena Williams     | Marion Bartoli       | 7:5, 6:1         |
| San Diego             | Agnieszka Radwańska | Wiera Zwonariowa     | 6:3, 6:4         |
| New Haven             | Caroline Wozniacki  | Petra Cetkovská      | 6:4, 6:1         |
| Moskwa                | Dominika Cibulková  | Kaia Kanepi          | 3:6, 7:6(1), 7:5 |

#### 2010
| Turniej               | Zwyciężczyni         | Finalistka          | Wynik              |
| --------------------- | -------------------- | ------------------- | ------------------ |
| Turniej Mistrzyń      |                      |                     |                    |
| Championships         | Kim Clijsters        | Caroline Wozniacki  | 6:3, 5:7, 6:3      |
| WTA Premier Mandatory |                      |                     |                    |
| Indian Wells          | Jelena Janković      | Caroline Wozniacki  | 6:2, 6:4           |
| Miami                 | Kim Clijsters        | Venus Williams      | 6:2, 6:1           |
| Madryt                | Aravane Rezaï        | Venus Williams      | 6:2, 7:5           |
| Pekin                 | Caroline Wozniacki   | Wiera Zwonariowa    | 6:3, 3:6, 6:3      |
| WTA Premier 5         |                      |                     |                    |
| Dubaj                 | Venus Williams       | Wiktoryja Azaranka  | 6:3, 7:5           |
| Rzym                  | María José Martínez  | Jelena Janković     | 7:6(5), 7:5        |
| Cincinnati            | Kim Clijsters        | Marija Szarapowa    | 2:6, 7:6(4), 6:2   |
| Montreal              | Caroline Wozniacki   | Wiera Zwonariowa    | 6:3, 6:2           |
| Tokio                 | Caroline Wozniacki   | Jelena Diemientjewa | 1:6, 6:2, 6:3      |
| WTA Premier           |                      |                     |                    |
| Sydney                | Jelena Diemientjewa  | Serena Williams     | 6:3, 6:2           |
| Paryż                 | Jelena Diemientjewa  | Lucie Šafářová      | 6:7(5:7), 6:1, 6:4 |
| Charleston            | Samantha Stosur      | Wiera Zwonariowa    | 6:0, 6:3           |
| Stuttgart             | Justine Henin        | Samantha Stosur     | 6:4, 2:6, 6:1      |
| Warszawa              | Alexandra Dulgheru   | Zheng Jie           | 6:3, 6:4           |
| Eastbourne            | Jekatierina Makarowa | Wiktoryja Azaranka  | 7:6(5), 6:4        |
| Stanford              | Wiktoryja Azaranka   | Marija Szarapowa    | 6:4, 6:1           |
| San Diego             | Swietłana Kuzniecowa | Agnieszka Radwańska | 6:4, 6:7(7), 6:3   |
| New Haven             | Caroline Wozniacki   | Nadieżda Pietrowa   | 6:3, 3:6, 6:3      |
| Moskwa                | Wiktoryja Azaranka   | Marija Kirilenko    | 6:3, 6:4           |

#### 2009
| Turniej               | Zwyciężczyni         | Finalistka           | Wynik            |
| --------------------- | -------------------- | -------------------- | ---------------- |
| Turniej Mistrzyń      |                      |                      |                  |
| Championships         | Serena Williams      | Venus Williams       | 6:2, 7:6(4)      |
| WTA Premier Mandatory |                      |                      |                  |
| Indian Wells          | Wiera Zwonariowa     | Ana Ivanović         | 7:6(5), 6:2      |
| Miami                 | Wiktoryja Azaranka   | Serena Williams      | 6:3, 6:1         |
| Madryt                | Dinara Safina        | Caroline Wozniacki   | 6:2, 6:4         |
| Pekin                 | Swietłana Kuzniecowa | Agnieszka Radwańska  | 6:2, 6:4         |
| WTA Premier 5         |                      |                      |                  |
| Dubaj                 | Venus Williams       | Virginie Razzano     | 6:4, 6:2         |
| Rzym                  | Dinara Safina        | Swietłana Kuzniecowa | 6:3, 6:2         |
| Cincinnati            | Jelena Janković      | Dinara Safina        | 6:4, 6:2         |
| Toronto               | Jelena Diemientjewa  | Marija Szarapowa     | 6:4, 6:3         |
| Tokio                 | Marija Szarapowa     | Jelena Janković      | 5:2 krecz        |
| WTA Premier           |                      |                      |                  |
| Sydney                | Jelena Diemientjewa  | Dinara Safina        | 6:3, 2:6, 6:1    |
| Paryż                 | Amélie Mauresmo      | Jelena Diemientjewa  | 7:6(7), 2:6, 6:4 |
| Charleston            | Sabine Lisicki       | Caroline Wozniacki   | 6:2, 6:4         |
| Stuttgart             | Swietłana Kuzniecowa | Dinara Safina        | 6:4, 6:3         |
| Warszawa              | Alexandra Dulgheru   | Alona Bondarenko     | 7:6(3), 3:6, 6:0 |
| Eastbourne            | Caroline Wozniacki   | Virginie Razzano     | 7:6, 7:5         |
| Stanford              | Marion Bartoli       | Venus Williams       | 6:2, 5:7, 6:4    |
| Los Angeles           | Flavia Pennetta      | Samantha Stosur      | 6:4, 6:3         |
| New Haven             | Caroline Wozniacki   | Jelena Wiesnina      | 6:2, 6:4         |
| Moskwa                | Francesca Schiavone  | Wolha Hawarcowa      | 6:3, 6:0         |

### Zwyciężczynie

#### Turniej Mistrzyń
|      | Finals            |
| ---- | ----------------- |
| 2009 | S. Williams (1/4) |
| 2010 | Clijsters (1/1)   |
| 2011 | Kvitová (1/1)     |
| 2012 | S. Williams (2/4) |
| 2013 | S. Williams (3/4) |
| 2014 | S. Williams (4/4) |
| 2015 | Radwańska (1/1)   |
| 2016 | Cibulková (1/1)   |
| 2017 | Wozniacki (1/1)   |
| 2018 | Switolina (1/1)   |
| 2019 | Barty (1/1)       |
| 2020 | nie rozgrywano    |

#### WTA Premier Mandatory
|      | Indian Wells     | Miami             | Madryt            | Pekin             |
| ---- | ---------------- | ----------------- | ----------------- | ----------------- |
| 2009 | Zwonariowa (1/1) | Azaranka (1/6)    | Safina (1/1)      | Kuzniecowa (1/1)  |
| 2010 | Janković (1/1)   | Clijsters (1/1)   | Rezaï (1/1)       | Wozniacki (1/2)   |
| 2011 | Wozniacki (2/2)  | Azaranka (2/6)    | Kvitová (1/3)     | Radwańska (1/3)   |
| 2012 | Azaranka (3/6)   | Radwańska (2/3)   | S. Williams (1/6) | Azaranka (4/6)    |
| 2013 | Szarapowa (1/3)  | S. Williams (2/6) | S. Williams (3/6) | S. Williams (4/6) |
| 2014 | Pennetta (1/1)   | S. Williams (5/6) | Szarapowa (2/3)   | Szarapowa (3/3)   |
| 2015 | Halep (1/3)      | S. Williams (6/6) | Kvitová (2/3)     | Muguruza (1/1)    |
| 2016 | Azaranka (5/6)   | Azaranka (6/6)    | Halep (2/3)       | Radwańska (3/3)   |
| 2017 | Wiesnina (1/1)   | Konta (1/1)       | Halep (3/3)       | Garcia (1/1)      |
| 2018 | Ōsaka (1/2)      | Stephens (1/1)    | Kvitová (3/3)     | Wozniacki (3/3)   |
| 2019 | Andreescu (1/1)  | Ashleigh (1/1)    | Bertens (1/1)     | Ōsaka (2/2)       |
| 2020 | nie rozgrywano   | nie rozgrywano    | nie rozgrywano    | nie rozgrywano    |

#### WTA Premier 5
|      | Dubaj / Doha         | Rzym                   | Toronto / Montreal | Cincinnati        | Tokio / Wuhan     |
| ---- | -------------------- | ---------------------- | ------------------ | ----------------- | ----------------- |
| 2009 | V. Williams (1/3)    | Safina (1/1)           | Diemientjewa (1/1) | Janković (1/1)    | Szarapowa (1/5)   |
| 2010 | V. Williams (2/3)    | Martínez Sánchez (1/1) | Wozniacki (1/3)    | Clijsters (1/1)   | Wozniacki (2/3)   |
| 2011 | Wozniacki (3/3)      | Szarapowa (2/5)        | S. Williams (1/7)  | Szarapowa (3/5)   | Radwańska (1/2)   |
| 2012 | Azaranka (1/4)       | Szarapowa (4/5)        | Kvitová (1/4)      | Li (1/1)          | Pietrowa (1/1)    |
| 2013 | Azaranka (2/4)       | S. Williams (2/7)      | S. Williams (3/7)  | Azaranka (3/4)    | Kvitová (2/4)     |
| 2014 | Halep (1/5)          | S. Williams (4/7)      | Radwańska (2/2)    | S. Williams (5/7) | Kvitová (3/4)     |
| 2015 | Halep (2/5)          | Szarapowa (5/5)        | Bencic (1/2)       | S. Williams (6/7) | V. Williams (3/3) |
| 2016 | Suárez Navarro (1/1) | S. Williams (7/7)      | Halep (3/5)        | Plíšková (1/2)    | Kvitová (4/4)     |
| 2017 | Switolina (1/4)      | Switolina (2/4)        | Switolina (3/4)    | Muguruza (1/1)    | Garcia (1/1)      |
| 2018 | Kvitová (5/5)        | Switolina (4/4)        | Halep (4/5)        | Bertens (1/1)     | Sabalenka (1/3)   |
| 2019 | Bencic (2/2)         | Plíšková (2/2)         | Andreescu (1/1)    | Keys (1/1)        | Sabalenka (2/3)   |
| 2020 | Sabalenka (3/3)      | Halep (5/5)            | nie rozgrywano     | Azaranka (4/4)    | nie rozgrywano    |

#### WTA Premier
|      |                    | Sydney             | Paryż               |                   | Charleston        | Stuttgart        | Warszawa        | Eastbourne        | Stanford          |                  | Los Angeles      | New Haven           | Moskwa         |
| ---- | ------------------ | ------------------ | ------------------- | ----------------- | ----------------- | ---------------- | --------------- | ----------------- | ----------------- | ---------------- | ---------------- | ------------------- | -------------- |
| 2009 | Diemientjewa (1/3) | Mauresmo (1/1)     | Lisicki (1/1)       | Kuzniecowa (1/5)  | Dulgheru (1/2)    | Wozniacki (1/10) | Bartoli (1/2)   | Pennetta (1/1)    | Wozniacki (2/10)  | Schiavone (1/1)  |                  |                     |                |
|      | Sydney             | Paryż              | Charleston          | Stuttgart         | Warszawa          | Eastbourne       | Stanford        | San Diego         | New Haven         | Moskwa           |                  |                     |                |
| 2010 | Diemientjewa (2/3) | Diemientjewa (3/3) | Stosur (1/2)        | Henin (1/1)       | Dulgheru (2/2)    | Makarowa (1/1)   | Azaranka (1/4)  | Kuzniecowa (2/5)  | Wozniacki (3/10)  | Azaranka (2/4)   |                  |                     |                |
|      | Sydney             | Paryż              | Doha                | Charleston        | Stuttgart         | Bruksela         | Eastbourne      | Stanford          | San Diego         | New Haven        | Moskwa           |                     |                |
| 2011 | Li (1/1)           | Kvitová (1/11)     | Zwonariowa (1/1)    | Wozniacki (4/10)  | Görges (1/2)      | Wozniacki (5/10) | Bartoli (2/2)   | S. Williams (1/7) | Radwańska (1/6)   | Wozniacki (6/10) | Cibulková (1/4)  |                     |                |
|      | Brisbane           | Sydney             | Paryż               | Dubaj             | Charleston        | Stuttgart        | Bruksela        | Eastbourne        | Stanford          | San Diego        | New Haven        | Moskwa              |                |
| 2012 | Kanepi (1/2)       | Azaranka (3/4)     | Kerber (1/7)        | Radwańska (2/6)   | S. Williams (2/7) | Szarapowa (1/4)  | Radwańska (3/6) | Paszek (1/1)      | S. Williams (3/7) | Cibulková (2/4)  | Kvitová (2/11)   | Wozniacki (7/10)    |                |
| 2013 | S. Williams (4/7)  | Radwańska (4/6)    | Barthel (1/1)       | Kvitová (3/11)    | S. Williams (5/7) | Szarapowa (2/4)  | Kanepi (2/2)    | Wiesnina (1/1)    | Cibulková (3/4)   | Stosur (2/2)     | Halep (1/3)      | Halep (2/3)         |                |
|      | Brisbane           | Sydney             | Paryż               | Dubaj             | Charleston        | Stuttgart        | Birmingham      | Eastbourne        | Stanford          | New Haven        | Tokio            | Moskwa              |                |
| 2014 | S. Williams (6/7)  | Pironkowa (1/1)    | Pawluczenkowa (1/2) | V. Williams (1/1) | Petković (1/2)    | Szarapowa (3/4)  | Ivanović (1/2)  | Keys (1/4)        | S. Williams (7/7) | Kvitová (4/11)   | Ivanović (2/2)   | Pawluczenkowa (2/3) |                |
|      | Brisbane           | Sydney             | Antwerpia           | Doha              | Charleston        | Stuttgart        | Birmingham      | Eastbourne        | Stanford          | New Haven        | Tokio            | Moskwa              |                |
| 2015 | Szarapowa (4/4)    | Kvitová (5/11)     | Petković (2/2)      | Šafářová (1/1)    | Kerber (2/7)      | Kerber (3/7)     | Kerber (4/7)    | Bencic (1/2)      | Kerber (5/7)      | Kvitová (6/11)   | Radwańska (5/6)  | Kuzniecowa (3/5)    |                |
|      | Brisbane           | Sydney             | Petersburg          | Dubaj             | Charleston        | Stuttgart        | Birmingham      | Eastbourne        | Stanford          | New Haven        | Tokio            | Moskwa              |                |
| 2016 | Azaranka (4/4)     | Kuzniecowa (4/5)   | Vinci (1/1)         | Errani (1/1)      | Stephens (1/1)    | Kerber (6/7)     | Keys (2/4)      | Cibulková (4/4)   | Konta (1/2)       | Radwańska (6/6)  | Wozniacki (8/10) | Kuzniecowa (5/5)    |                |
|      | Brisbane           | Sydney             | Petersburg          | Doha              | Charleston        | Stuttgart        | Birmingham      | Eastbourne        | Stanford          | New Haven        | Tokio            | Moskwa              |                |
| 2017 | Plíšková (1/9)     | Konta (2/2)        | Mladenovic (1/1)    | Plíšková (2/9)    | Kasatkina (1/2)   | Siegemund (1/1)  | Kvitová (7/11)  | Plíšková (3/9)    | Keys (3/4)        | Gawriłowa (1/1)  | Wozniacki (9/10) | Görges (2/2)        |                |
|      | Brisbane           | Sydney             | Petersburg          | Dubaj             | Charleston        | Stuttgart        | Birmingham      | Eastbourne        | San Jose          | New Haven        | Tokio            | Moskwa              |                |
| 2018 | Switolina (1/1)    | Kerber (7/7)       | Kvitová (8/11)      | Switolina (2/2)   | Bertens (1/3)     | Plíšková (4/9)   | Kvitová (9/11)  | Wozniacki (10/10) | Buzărnescu (1/1)  | Sabalenka (1/2)  | Plíšková (5/9)   | Kasatkina (2/2)     |                |
|      | Brisbane           | Sydney             | Petersburg          | Doha              | Charleston        | Stuttgart        | Birmingham      | Eastbourne        | San Jose          | Zhengzhou        | Tokio            | Moskwa              |                |
| 2019 | Plíšková (6/9)     | Kvitová (10/11)    | Bertens (2/3)       | Mertens (1/1)     | Keys (4/4)        | Kvitová (11/11)  | Barty (1/2)     | Plíšková (7/9)    | Saisai (1/1)      | Plíšková (8/9)   | Ōsaka (1/1)      | Bencic (2/2)        |                |
|      | Brisbane           | Adelaide           | Petersburg          | Dubaj             | Charleston        | Stuttgart        | Berlin          | Eastbourne        | San Jose          | Ostrawa          | Zhengzhou        | Tokio               | Moskwa         |
| 2020 | Plíšková (9/9)     | Barty (2/2)        | Bertens (3/3)       | Halep (3/3)       | nie rozgrywano    | nie rozgrywano   | nie rozgrywano  | nie rozgrywano    | nie rozgrywano    | Sabalenka (2/2)  | nie rozgrywano   | nie rozgrywano      | nie rozgrywano |